# Rumba flamenca
La rumba flamenca té els seus orígens en el mateix flamenc, de la qual originàriament n'era un simple «pal» o subestil més (com les bulerías, soleares, etc.), que com en el cas de les sevillanes, acabarà tenint una eminent entitat pròpia.
Aquest "pal" s'enriquirà posteriorment amb algunes influències cubanes posteriors, degut sens dubte a l'intens contacte comercial marítim dels ports de Sevilla i Cadis amb l'illa antillana.
A diferència de la rumba cubana (originada a partir del guaguancó), les pinzellades antillanes de la rumba flamenca (i també la catalana), provenen del vell so afrocaribeny de la guaracha.

## Cos, present i futur
Les influències caribenyes alegren, més encara, la tradició flamenca més festiva, evolucionant-la en un aire més suau i assequible, i fent-la així una de les reines indiscutibles de les músiques populars pròpies d'Espanya.
Aquest gradual pòsit d'influències, tan variades com reeixides, han trencat fins i tot les velles fronteres geogràfiques que la localitzaven bàsicament al sud peninsular i, com a màxim, al caldo sonor dels festejos de barri d'algunes grans conurbacions de tot el país (Barcelona, Madrid, València).

## Rumba-pop
Així amb tot, a més del nucli dur caló, cada vegada cultiven la rumba també més paios, alguns d'ells tan famosos com Kiko Veneno. I inclús algunes estrelles del pop-rock ibèric més consagrat també hi han flirtejat en algunes cançons (El Último de la Fila, Mecano).